# Fibbiana
Fibbiana is een plaats (frazione) in de Italiaanse gemeente Montelupo Fiorentino, provincie Florence, en telt 3500 inwoners.